# Greasy (Oklahoma)
Greasy es un lugar designado por el censo ubicado en el condado de Adair en el estado estadounidense de Oklahoma. En el Censo de 2010 tenía una población de 372 habitantes y una densidad poblacional de 11,28 personas por km².

## Geografía
Greasy se encuentra ubicado en las coordenadas 35°40′36″N 94°43′16″O / 35.67667, -94.72111. Según la Oficina del Censo de los Estados Unidos, Greasy tiene una superficie total de 53.09 km², de la cual 52.72 km² corresponden a tierra firme y (0.7%) 0.37 km² es agua.

## Demografía
Según el censo de 2010, había 372 personas residiendo en Greasy. La densidad de población era de 11,28 hab./km². De los 372 habitantes, Greasy estaba compuesto por el 34.95% blancos, el 0% eran afroamericanos, el 55.91% eran amerindios, el 0% eran asiáticos, el 0% eran isleños del Pacífico, el 1.61% eran de otras razas y el 7.53% pertenecían a dos o más razas. Del total de la población el 2.15% eran hispanos o latinos de cualquier raza.